# Кауфман, Георг Генрих
Георг Генрих Кауфман (нем. Georg Kaufmann; 1842—1929) — немецкий историк.
Профессор истории в Бреслау.
Опубликовал:
- «Die Werke des Apollinarius Sidonius als eine Quelle für die Geschichte seiner Zeit» (Гетт., 1864),
- полемическое соч. под заглавием «Der Kampf der franz. und deutschen Schulorganisation und seine neueste Phase in Elsass-Lothringen» (Берл., 1877),
- «Deutsche Geschichte bis auf Karl der Grosse» (Лейпц., 1880—1881; первый том посвящён германцам доисторической эпохи),
- «Die Geschichte der deutschen Universitäten» (т. I: «Vorgeschichte», Штутг., 1888).
- В сотрудничестве с Г. Мазером Кауфман опубликовал «Geographische Faustzeichnungen» (Страсб., 1875).

На русский язык была переведена «Политическая история Германии в XIX веке» / Пер. с нем. группы слушательниц Женского педагогического института с предисл. преп. ин-та А. Г. Вульфиуса. — СПб.: тип. М. А. Александрова, 1909. — VIII, 696 с.

## Источник
- Кауфман Георг Генрих // Энциклопедический словарь Брокгауза и Ефрона : в 86 т. (82 т. и 4 доп.). — СПб., 1890—1907.